# Nominaldefinition
Nominaldefinition, angivandet av ett ords betydelse genom att omskriva det i bekanta uttryck, till skillnad från verklig definition, realdefinition, som strängt logiskt anger ett begrepps innehåll.